# Kaakje

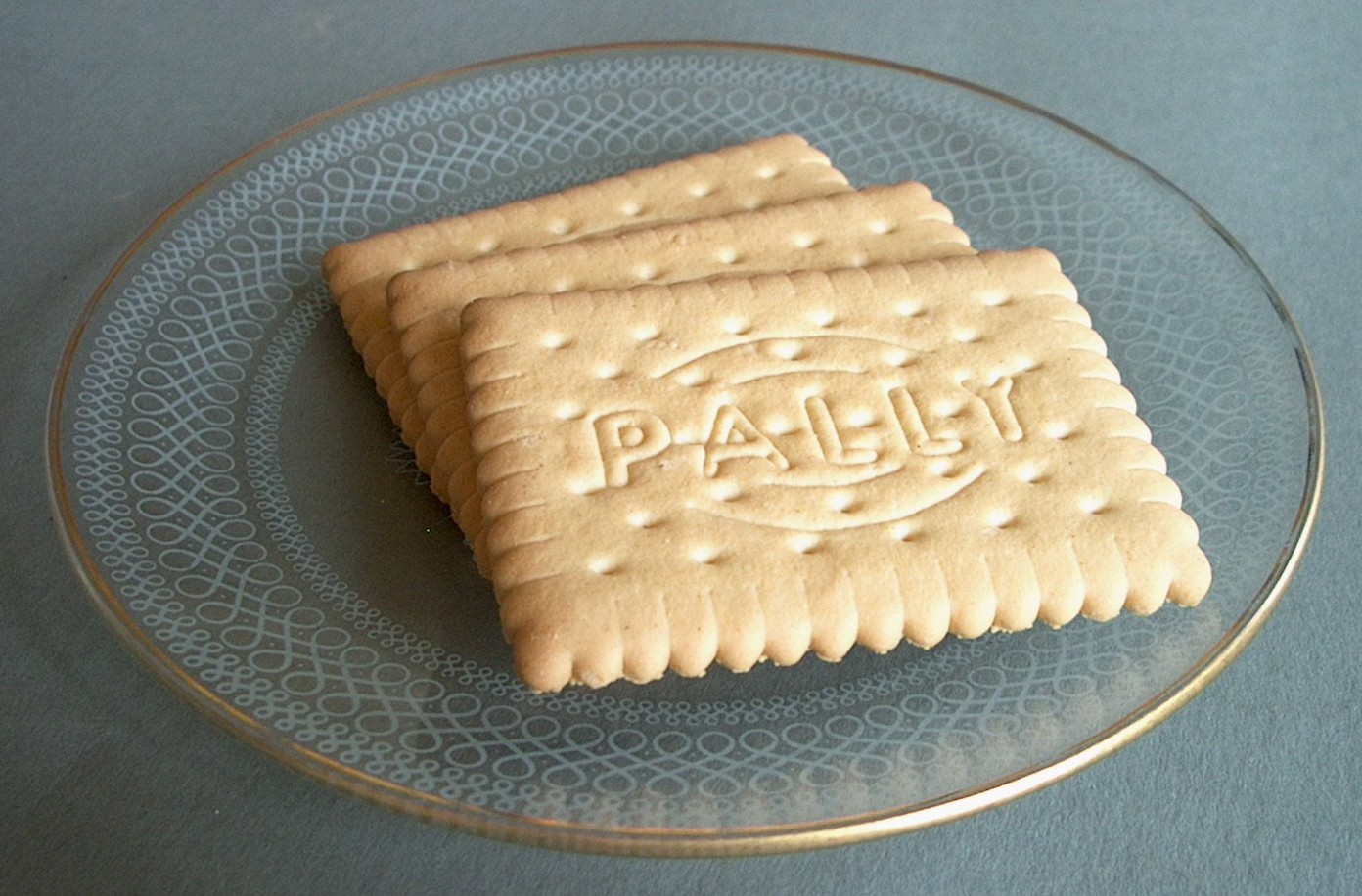
Biscuitjes van Pally

Kaakje (biscuitje of meelkoekje) is een benaming die in sommige Nederlandse dialecten gebruikt wordt voor een bepaald soort koekje, dat rond kan zijn, zoals het mariakaakje, of rechthoekig. Het gaat dan om een koekje dat knapperig is, licht van kleur, en droog. Een kaakje met kokos en suiker bestrooid wordt wel Brusselse kermis genoemd. Supermarktketen Albert Heijn heeft zijn kokosbiscuitjes Zaanse kermis genoemd.
Het naar alle waarschijnlijkheid onware verhaal gaat dat Nederland de Marshallhulp kreeg omdat de toenmalig minister-president Willem Drees de vertegenwoordiger van de Verenigde Staten in plaats van met een staatsbanket, met een kopje thee met een mariakaakje ontving. De vertegenwoordiger vond dat Nederland de steun blijkbaar hard nodig had, aldus de anekdote, en dat een land met een zo sobere minister-president het geld ongetwijfeld goed zou besteden.
De grootste kaakjesproducent in Nederland is Verkade. Daarnaast is Pally Biscuits ook een grote biscuit producent.